# Luiz Phellype
Luiz Phellype (São Gonçalo do Sapucaí, 27 september 1993) is een Braziliaanse voetballer. Hij is een aanvaller en staat sinds 2019 onder contract bij Sporting CP.

## Carrière
Luiz Phellype is een struise spits. Hij werd in de zomer van 2012 ontdekt bij Desportivo Brasil. Net voor het sluiten van de transfermarkt tekende hij een contract bij Standard Luik. Op 7 december 2012 maakte hij zijn debuut in de Waalse derby tegen Sporting Charleroi.

## Statistieken
| Seizoen | Club              | Land   | Competitie                  | Wed. | Goals |
| ------- | ----------------- | ------ | --------------------------- | ---- | ----- |
| 2012/13 | → Standard Luik   | BEL    | Jupiler Pro League          | 2    | 0     |
| 2013/14 | Desportivo Brasil | BRA    | Campeonato Paulista Série B | 0    | 0     |
| Totaal  | Totaal            | Totaal | Totaal                      | 2    | 0     |

1 Israel ·
2 Reis ·
3 St. Juste ·
5 Morita ·
6 Debast ·
8 Gonçalves ·
9 Gyökeres ·
10 Edwards ·
11 Santos ·
13 Kovačević ·
17 Trincão ·
19 Harder ·
20 Araújo ·
21 Catamo ·
22 Fresneda ·
23 Bragança ·
25 Inácio ·
26 Diomande ·
41 Callai ·
42 Hjulmand  ·
47 Esgaio ·
57 Quenda ·
72 Quaresma ·
Coach: Amorim